# Kratos (personaje)
Kratos es un personaje de la serie de videojuegos God of War de Santa Monica Studio, que se basó en la mitología griega, y posteriormente en la mitología nórdica. Es importante destacar que además de haber recorrido varios países europeos, residía en Midgard, Noruega , donde entre las montañas había construido una cabaña modesta después de la muerte de la madre de su hijo Atreus. También conocido como el "Fantasma de Esparta", apareció por primera vez en el videojuego God of War, lo que llevó al desarrollo de nueve juegos con el personaje como protagonista. Kratos también aparece como protagonista en series de cómics publicados en 2010 y 2018, así como las franquicias de tres novelas, que recuentan los eventos de tres de los juegos. El personaje fue expresado por Terrence C. Carson desde 2005 hasta 2013, Christopher Judge asumió el papel en la continuación de 2018, titulado God of War.
A lo largo de la era griega de la serie, Kratos se embarca en varias aventuras en un intento por evitar un desastre o cambiar su destino. Generalmente se lo presenta como ajeno a todo lo demás y arrogante en la naturaleza. A menudo se involucra en actividades moralmente ambiguas y realiza actos de extrema violencia. Se convirtió en el "Fantasma de Esparta" después de matar accidentalmente a su familia debido a los trucos de Ares que, después de hacer un pacto con él, acaba traicionándolo y maldiciéndolo. Más tarde, venga la muerte de su familia y se convierte en el dios de la guerra después de matar a Ares. Finalmente, se revela que es un semidiós y el hijo de Zeus, aunque luego este lo traiciona matándolo, pero Kratos es resucitado y curado por Gaia. La venganza es un tema central de la era griega, y cada entrega proporciona información adicional sobre sus orígenes y la relación con su familia y los dioses olímpicos. En la era nórdica de la serie, Kratos se encuentra controlando su ira y aprendiendo cómo ser verdaderamente un padre para su nuevo hijo, Atreus, a quien le enseña que debe ser mejor de lo que su padre ha sido. A lo largo de su viaje, combaten a los monstruos y dioses del reino nórdico, de los cuales se convierten en enemigos.
La franquicia de God of War fue un hit para PlayStation, y convirtió a Kratos en uno de sus personajes más populares. Ha sido bien recibido por la crítica y se ha convertido en un ícono de los videojuegos. El personaje ahora está asociado con otros productos y ha tenido varios cameos en los juegos de PlayStation fuera de la serie God of War.

## Concepto y creación

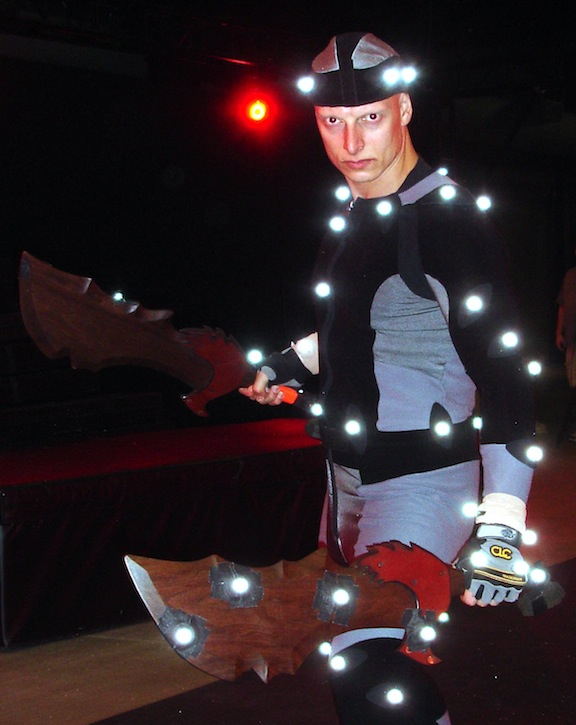
Joseph Gatt Mocap, actor de Motion Capture de Kratos en God of War II y God of War III

Durante una serie del proceso creativo, el director del juego David Jaffe se esforzó por crear un personaje que pareciera «brutal», pero separando su apariencia de lo que se considera un héroe tradicional griego. Una de las primeras ideas fue un personaje totalmente enmascarado, pero la idea se abandonó porque el diseño parecía «no tener huevos», faltándole una personalidad indefinida.
Algunos modelos incluían elementos poco convencionales, como que Kratos llevara a un niño en su espalda, mientras que otros se consideraron excesivamente detallados, tales como pelo y otras «cosas sueltas».
Se seleccionó las cuchillas de doble cadena como las armas características de Kratos porque resaltaban la naturaleza animal del personaje pero permitían que el combate siguiera siendo fluido. Jaffe hizo comentarios sobre la versión final del personaje afirmando que aunque «…él [Kratos] no se debe sentir totalmente en casa en la Grecia Antigua en cuanto al traje se refiere, creo que consigue un fin mayor, que es el de dar a los jugadores un personaje con el que puedan jugar que de verdad les deje volverse locos y dar rienda suelta a las horribles fantasías que tienen en la cabeza».
El personaje recibió su nombre en una etapa tardía del desarrollo del juego original después de que el personaje ya se hubiera desarrollado. Sin darse cuenta de que el dios mitológico real llamado Cratos aparece en Prometheus, los creadores eligieron casualmente a Kratos, la misma palabra griega que significa "Fuerza", de la cual la figura mitológica es la personificación. Stig Asmussen, quien trabajó en los dos primeros juegos y fue director de juego de God of War III, calificó la coincidencia de nombres como un "error feliz", y señaló que Kratos en el juego y Prometheus son ambos "peones". Zoran Iovanovici de la Universidad Estatal de California, Long Beach, observó con ironía que, mientras que el mitológico Kratos es conocido por encadenar a Prometeo, en God of War II, el personaje del videojuego lo libera. La erudita clásica Sylwia Chmielewski afirma que el personaje del videojuego Kratos se inspira ampliamente en otras figuras de la mitología griega, incluidos los héroes Perseo, Teseo y Aquiles, pero su mayor influencia es el héroe Heracles (el Hércules romano), que aparece en God of War III con el nombre romanizado y es medio hermano del personaje.
Para God of War de 2018, el director del juego, Cory Barlog, explicó que Kratos tenía que cambiar su ciclo de violencia y aprender a controlar su ira. Dijo que Kratos había tomado muchas malas decisiones, lo que condujo a la destrucción del Olimpo, y quería saber qué pasaría si Kratos tomaba una buena decisión. El nacimiento del propio hijo de Barlog influyó en la idea del cambio de carácter de Kratos. La franquicia Star Wars también fue una influencia. El vínculo entre Kratos y su hijo está en el corazón del juego y Barlog dijo: "Este juego se trata de que Kratos le enseñe a su hijo cómo ser un dios, y que su hijo le enseñe a Kratos cómo volver a ser humano". Haciendo referencia al personaje de Marvel Comics, Hulk, Barlog dijo que con respecto a Kratos, "Ya hemos contado la historia de Hulk. Queremos contar la historia de Bruce Banner ahora".

### Apariencia externa
El rasgo externo más característico de Kratos es su color blanco ceniza, color que obtuvo por sucesos y acciones que realizó en su pasado. Originalmente era de tez morena, pero cambió debido a que Ares hizo que éste matara sin querer a su esposa Lisandra y a su hija Calíope, con lo que las cenizas de éstas quedaron en su piel para siempre dándole un color blanco.
Otros rasgos incluyen una cicatriz que cruza su ojo derecho y un gran tatuaje rojo (que originalmente era azul, pero que más adelante fue cambiado en la producción) que comienza en el ojo izquierdo y termina en el hombro izquierdo. Finalmente se revela que la cicatriz es resultado de un encuentro con el dios olímpico Ares durante su infancia, mientras que el tatuaje es un tributo a su difunto hermano Deimos, que tiene marcas de nacimiento parecidas. Otros cambios que tienen lugar durante el curso de la serie incluyen la adición temporal de la armadura divina como el Dios de la Guerra (modelada en la propia armadura de Ares), una cicatriz abdominal (que le provocó Zeus en God of War II) y nuevas piezas para mejorar la armadura, como el vellocino de oro o las Botas de Hermes.
La apariencia de Kratos también puede ser alterada en el bonus play, ya que completando un juego en ciertos niveles de dificultad se desbloquean trajes extra. Varias equipaciones estaban también disponibles exclusivamente mediante previo encargo y otras promociones (por ejemplo God of War III), pero también están disponibles en la PlayStation Store. Aunque muchos concuerdan con los temas de la historia, otros son claramente humorísticos (por ejemplo la mujer Atenea) o absurdos (por ejemplo el Merluzo de la Guerra). Un total de 27 trajes extra están disponibles para su uso a lo largo de la serie.
De acuerdo con un guion de God of War, el personaje tiene una altura de 2,34 metros.

### Personalidad
Kratos es visto en casi todos los juegos como un ser temerario, cruel, antiteista, destructivo, rencoroso y sanguinario al que no le importa matar a quien se le ponga por delante de sus objetivos, si eso incluye a personas inocentes. Por esta razón, Kratos es incapaz de aceptar cualquier tipo de responsabilidad por sus acciones, culpando a menudo a los Dioses de los actos que él comete y renegando de ellos. El recuerdo de sus atrocidades pasadas y el haber asesinado a su familia lo han empujado a por lo menos intentar quitarse la vida en dos ocasiones.
Anteriormente en el canon de las entregas, Kratos se consideraba como alguien menos calloso hacia la vida, sacrificando si es necesario a un inocente con tal de lograr sus objetivos. También es visto con un sentido de la vergüenza en altas basas y el horror de su reputación como el Fantasma de Esparta. Ejemplo de esto es que en un momento, trató de preguntarle a una mujer en Atenas por una clave causando que ella horrorizada, huya de él y lo llame monstruo; Kratos está visiblemente horrorizado por el miedo y el odio justificado que otros sienten por él y por sus acciones, llegando incluso a atentar contra sus vidas antes que recibir auxilio alguno por parte del Fantasma de Esparta. Esta vergüenza se manifiesta en gran medida cuando Kratos presencia las atrocidades cometidas por Ares, cuestionándose con frecuencia por haberse convertido en eso que ahora detesta. Su primera aparición canónica en God of War: Ascension muestra a un Kratos que lamenta las muertes de Orkos y el oráculo de Delfos y en el caso de Orkos, le construyó una pira funeraria para cremar su cuerpo a modo de respeto por su papel en este juego.
En Delfos, cuando Castor ordena a los guardias que retiren a Kratos del templo de Oráculo, este los evita cuando tienen el buen sentido de huir. En la isla de Delos, es lo suficientemente misericordioso como para empujar a un hombre inocente fuera del camino de una lanza, mientras que lo más probable es que lo dejara morir en juegos posteriores. Es posible que Kratos todavía tuviera que desarrollar la apatía por las vidas de otros que vendría con sus experiencias posteriores, pero esto no está probado. También es muy libidinoso y se muestra que es sexualmente apasionado con muchas mujeres, aunque, como ha dicho Gaia, nunca encontró verdadera felicidad o consuelo en estos actos, con Lisandra siendo la única mujer que él amó realmente.
Antes y durante el mandato de Ares, Kratos se mostraba muy respetuoso con los dioses (con excepción de Perséfone y el propio Ares) llamándoles con el epíteto «Lores», aunque tenía una gran desconfianza hacia ellos. En última instancia, Kratos desarrolla una decepción hacia los Dioses y se mostró menos respetuoso con ellos. Al final de su servicio a los Dioses del Olimpo, Kratos fue bastante desafiante y hostil con ellos por no ayudarle a lidiar con las pesadillas que lo atormentan. Sin embargo, es más cuidadoso con Atenea y viceversa (hasta cierto punto), mostrándose realmente afligido por su muerte y viendo cómo Zeus, quien al principio se lamenta por haberla visto morir, después le resta importancia a su fallecimiento, lo que indigna a Kratos. Con los únicos Dioses con los que no se muestra hostil son Afrodita y Hefesto, ya que ambos son indiferentes a lo que ocurra en el Olimpo (aunque en el último caso, solo vio en Hefesto un medio de obtener el poder necesario para matar a Zeus). Aunque es muy probable que el Dios Herrero guarde un rencor hacia Zeus similar al que Kratos siente por su padre, así como el mismo dolor que ambos sienten por la pérdida de sus respectivas hijas, al final tuvo que matarlo ya que intentaba evitar que encontrara a su hija Pandora. Para el juego God of War III, Kratos está tan ciego por la ira y tan obsesionado por eliminar a Zeus que no se da cuenta de que está destruyendo al mundo entero en el proceso, ignorando las advertencias que Atenea, Poseidón, Hera y el mismo Zeus le indican acerca de que matar a los Dioses traería como consecuencia final la destrucción de Grecia. Sin embargo cuando consuma su venganza final sobre Zeus y ve el daño que le causó al mundo, Kratos está tan abatido por la culpa que finalmente se suicida sobre las ruinas de Grecia.
Pese a su crueldad, Kratos también tiene un lado humano cuando se trata de su esposa y su hija, cuidándolas y amándolas al punto de enloquecer cuando recuerda el horroroso acto que cometió contra ellas. De hecho, el único momento en el que Kratos era realmente feliz fue en su breve reencuentro con Calíope en God of War: Chains of Olympus. También ha demostrado cuidar a su hermano Deimos y a su madre Calisto, pero cuando ambos mueren, la ira de Kratos hacia los dioses va en aumento justificando en gran parte su odio y decepción hacia ellos por sus injusticias. Además, respetó a sus compañeros espartanos, incluyendo el Último Espartano y el capitán sin nombre que él encontró varias veces durante God of War II, a quien incluso se le ha mostrado agradecido en God of War: Ghost of Sparta. Kratos mencionó durante su batalla con Zeus al final de este juego que no le permitió destruir Esparta, demostrando que él cuidaba de la ciudad y su gente. En God of War III, Kratos crece unido a Pandora cuando ella le recuerda a su propia hija, incluso confundiéndola con Calíope en su primer encuentro, a pesar de que ella es solo un «objeto».

## Biografía

### Era griega
Durante el transcurso de la historia, Kratos se representa como un héroe que a menudo muestra un comportamiento cuestionable. Un oráculo presagió que la caída del Olimpo no la provocaría la venganza de los titanes, encarcelados tras la Gran Guerra, sino un guerrero marcado con sed de venganza.
Los dioses olímpicos Zeus y Ares creyeron que este guerrero sería Deimos, hermano de Kratos, debido a su extraña marca de nacimiento. Ares, en consecuencia, interrumpe la formación de Deimos y Kratos durante su niñez en Esparta (bajo la mirada de Atenea) y secuestra a Deimos. Kratos intenta detener a Ares, pero el dios olímpico lo aparta de un golpe y le deja una cicatriz (en el ojo derecho). Deimos, arrastrado hasta los Dominios de la Muerte, es encarcelado y torturado durante muchos años por Tánatos, el dios de la muerte. Kratos, que creía muerto a Deimos, se marca con un tatuaje rojo (idéntico a la marca de nacimiento de su hermano) en su honor.
Con el tiempo, logra convertirse en el capitán más joven del ejército de Esparta, pero muestra una gran sed de poder a pesar de que las únicas personas capaces y lo suficientemente valientes para contener su ira eran su esposa y su hija. En cierta ocasión Kratos y su ejército combatieron contra una legión de bárbaros del norte. Sin embargo estos enemigos eran más de lo que Kratos podía manejar y pronto parecía que sería su final. Ante la derrota total a manos del Rey Bárbaro, pide ayuda a Ares y este le otorga las Espadas del Caos, con las que consigue aniquilar a sus enemigos, pero a cambio, se comprometería de por vida a ser su sirviente. Sin pensarlo, sigue al dios de la guerra y acaba con la vida de cientos de personas en su nombre.
Después de ser engañado por Ares para asesinar a su mujer Lisandra y a su hija Calíope en un templo dedicado a Atenea, sus ansias de matar desaparecen y renuncia a continuar al servicio del dios de la guerra, sintiéndose profundamente arrepentido por el asesinato que ha cometido. Mientras el templo arde, el Óraculo del pueblo maldice a Kratos y lo condena a llevar como castigo pegadas en su piel y de modo permanente las cenizas de su familia. Las cenizas vuelven la piel de Kratos de un color blanco tiza, por lo que se gana el título de «Fantasma de Esparta».
Al haber roto el pacto de sangre con un dios, Kratos es hecho prisionero por unas entidades conocidas como las Furias, las cuales castigaron a Kratos por su acto de desobediencia al encarcelarlo en la prisión construida sobre la espalda de Egeón el Hecatónquiro. Kratos consigue escapar pero las Furias comienzan a perseguir a Kratos lanzándole numerosas ilusiones que le recordarían su doloroso pasado. Orkos, hijo de Alecto, la reina de las Furias y Ares, al descubrir que Ares conspira para apoderarse del Olimpo, busca la ayuda de Kratos para detener la conspiración al acudir al templo del Oráculo de Delfos. A pesar de que los gemelos Castor y Pólux intentaron detener al espartano para poder encontrarse con el Oráculo, Aleteia logra revelarle a Kratos antes de morir, su propósito. Advirtiéndole que la única manera de romper el hechizo de las Furias era encontrando los Ojos de la Verdad.
Luego de alcanzar dicho elemento, las furias descubren a Orkos, quien ayudaba a Kratos e intentaba avisarle de la presencia de sus madres, y toman como prisionero al espartano por su acto de desobediencia en la prisión construida sobre la espalda de Egeón el Hecatónquiro. Kratos rompería las cadenas, por lo que logra escapar. Las furias le ofrecen vivir en una ilusión en la que su hija y esposa estarían vivas junto con él, pero prefiere vivir la verdad por lo cual combate y asesina a las hermanas. Al regresar a su casa en Esparta, Orkos le avisa que no se liberó del pacto con Ares, ya que las furias lo habían convertido a él en el guardián de los pactos de sangre, por lo que le pide a Kratos asesinarlo. A pesar de poner resistencia, entiende que es lo mejor y le da al hijo de las furias una muerte honorable, como había pedido. Sin embargo, al romperse el lazo con el dios de la guerra, las visiones sobre su pasado, sobre los asesinatos a inocentes y a su familia y sobre sus brutales técnicas en el campo de batalla se volvieron algo cotidiano. Decidió quemar su casa y dejar Esparta para redimirse por su pasado, sirviendo a los dioses en busca de que éstos eliminaran las visiones que lo atormentaban (God of War: Ascension).
Diez años han pasado desde que Kratos decidió volverse campeón de los Dioses en un esfuerzo por borrar de su mente aquellos terribles recuerdos que lo atormentan. A pesar de haber prometido servir a los demás dioses para así recibir el perdón y el alivio por las pesadillas de sus acciones pasadas, Kratos se muestra claramente desafiante. Se opone a ayudar a los dioses cuando Helios es secuestrado y los abandona abiertamente cuando la diosa Perséfone le da la oportunidad de reencontrarse con su hija. Sin embargo, se ve forzado a revocar su decisión cuando Perséfone utiliza al titán Atlas en un intento por destruir el mundo y, en consecuencia, a Calíope.
Sabiendo que con esta intervención salvaría a Calíope, pero que la separaría de él para siempre, Kratos, resentido, aniquila a Perséfone, encarcela a Atlas y libera a Helios (God of War: Chains of Olympus).
Cuando cumple una última tarea para el Dios de los mares, Poseidón la cual consistía en matar a la Hidra que estaba aterrorizando a los navegantes del Mar Egeo, Kratos se cansa de servir a los dioses y se rebela contra la diosa Atenea, la diosa le hace saber que si acaba con el destructor Ares que está atacando junto a sus seguidores la ciudad de Atenas, los dioses perdonarán sus pecados. Kratos acepta de nuevo ayudar a los dioses, movido por el egoísmo. Tras encontrar la Caja de Pandora la cual se encontraba en un templo erigido sobre la espalda del titán Cronos, Kratos absorbe el poder de su interior y consigue finalmente cumplir su objetivo. A pesar de haberse liberado de la influencia de Ares (así como de las Espadas del Caos), Kratos no se siente liberado de las pesadillas que le atormentan. Atenea le revela que nadie, ni siquiera los Dioses, podrá olvidar las atrocidades que cometió en el pasado. Kratos, insatisfecho y desesperado, intenta suicidarse, pero Atenea lo salva y lo guía hacia el Olimpo. Allí le otorga las Espadas de Atenea y pasa a ser el nuevo dios de la guerra, obteniendo los poderes de Ares (God of War).
Todavía atormentado por las visiones de su mortal pasado, Kratos, en contra del consejo que le da Atenea, se embarca en una búsqueda por encontrar a su madre, Calisto. Se dirige hacia el templo de Poseidón, en la ciudad de la Atlántida. Kratos consigue finalmente encontrarla y ésta le dice que su hermano Deimos sigue vivo y que debe rescatarlo. También le quiere revelar la identidad de su padre, pero antes es convertida, en contra de su voluntad, en una criatura a la que Kratos se ve forzado a aniquilar. Cuando acaba con ella, Calisto no tiene fuerzas para decir quién era su padre y muere en sus brazos.
Kratos busca desesperadamente a su hermano y eso lo lleva a los dominios de la muerte, pero en el camino ve a todos sus hermanos espartanos muertos por Erinias (hija de Tánatos) pero después Kratos la mata. Cuando entra a los dominios de la muerte encuentra a su hermano muy débil por las torturas a las que ha sido sometido. Deimos se enoja con Kratos porque no lo rescató cuando lo secuestraron y al final se unen para matar a Tánatos; aunque éste termina matando a Deimos y finalmente Kratos llevado por la furia, termina con Tánatos. Y ahí es cuando finalmente, Kratos se convierte totalmente en un Dios al no tener ya ningún lazo con los mortales (God of War: Ghost of Sparta).
Después de estos sucesos, Kratos ya todo un Dios de la Guerra, se vuelve mucho más cruel y despiadado de lo que Ares fuera en su momento. Al ser invocado por un guerrero espartano, Kratos se va a la ciudad de Rodas para ayudar a sus ejércitos espartanos a vencer al ejército de la ciudad; pero Zeus lo termina traicionando, robándole los poderes divinos y clavándole la Espada del Olimpo. Cuando Kratos cae al Inframundo, es rescatado por la titánide Gaia. Desterrada al Tártaro con los otros titanes supervivientes después de la Primera Gran Guerra, Gaia y sus hermanos querían matar a Zeus. Poseído por la ira ante la traición de Zeus, Kratos accede a ayudar a los Titanes y estos le dicen que debe encontrar a las Hermanas Del Destino, que tienen el poder de devolverle al momento en el que Zeus lo traicionó.
Kratos se vuelve totalmente decidido y sangriento. En su lucha por alcanzar su objetivo hiere a un Titán, mata sin pensárselo a varios héroes griegos y deliberadamente sacrifica a dos académicos. Kratos mata a las tres Hermanas Del Destino cuando éstas se le oponen y acto seguido se dispone a asesinar al rey de los dioses en un último enfrentamiento. Zeus es salvado por la intervención de Atenea, que se sacrifica por él, y solo entonces Kratos muestra algo de remordimiento. Atenea, agonizante, revela a Kratos que Zeus es su padre y que lo que éste desea es evitar que se repita lo que le hizo a su propio padre, Cronos. Aún sabiendo esto, Kratos rechaza cualquier tipo de relación con Zeus y promete matarlo y destruir el Olimpo. Alentado por Gaia, Kratos recupera a los Titanes del momento en el tiempo en que fueron derrotados en la Gran Guerra y, con su ayuda, asalta el Monte Olimpo (God of War II).
A pesar de que Kratos mata a Poseidon, Gaia le abandona cuando un primer encuentro con Zeus sale mal. Atrapado en el Inframundo y traicionado por ambos dioses y Titanes, Kratos se entera a través del espíritu de Atenea (que también le proporciona las Espadas del Exilio) de que necesitará encontrar la Llama del Olimpo: la clave para derrotar a Zeus. Kratos asesina tanto a Titanes como a dioses en su búsqueda por la Llama, ignorando a su paso las advertencias de sus víctimas. Cuando Kratos alcanza lo que se conocía como la Caja de Pandora y se da cuenta de que la clave para calmar la Llama es de hecho la propia Pandora, Kratos siente cariño por la niña, que le recuerda a su hija pérdida Calíope.
Kratos muestra humanidad al intentar evitar que Pandora se sacrifique para calmar la Llama, pero finalmente lo permite cuando Pandora le dice que es la única opción. Al darse cuenta de que la caja estaba vacía y enfurecido por la burla de Zeus, Kratos ataca a su padre. Sin embargo, Gaia interviene e intenta matarlos a ambos. Kratos pelea con Zeus dentro de ella, ambos destruyen el corazón de Gaia y después, aparentemente, Zeus es vencido.
A pesar de esto, Zeus regresa en forma de espíritu y ataca a Kratos, destruyendo todo su armamento. Recluido en su mente, Kratos, con la ayuda de los personajes de sus más profundos recuerdos, llega a perdonarse por los pecados cometidos en el pasado. Después recuerda a Pandora y le dice que lo que finalmente le salvará será «La esperanza». Kratos despierta y destruye fácilmente a Zeus. Atenea lo encara y le exige que devuelva lo que ella puso en la Caja de Pandora: esperanza. Desinteresadamente, Kratos se niega a hacerlo y tomando la Espada del Olimpo, se atraviesa a sí mismo, esparciendo el poder por todo el mundo para uso de la humanidad, confesando que sus ansias de venganza habían llegado a su fin. Atenea al quedarse sin el poder de la caja, le responde a Kratos diciendo que está decepcionada de él y se va. Mientras tanto Kratos, agonizando se acuesta en el suelo sobre su charco de sangre, esperando tranquilamente la muerte. Al final de los créditos, el lugar donde yacía está vacío, y los rastros de su sangre que acaban en un acantilado, por lo que se cree que él rodó y cayó, muriendo en el impacto.

### Era nórdica

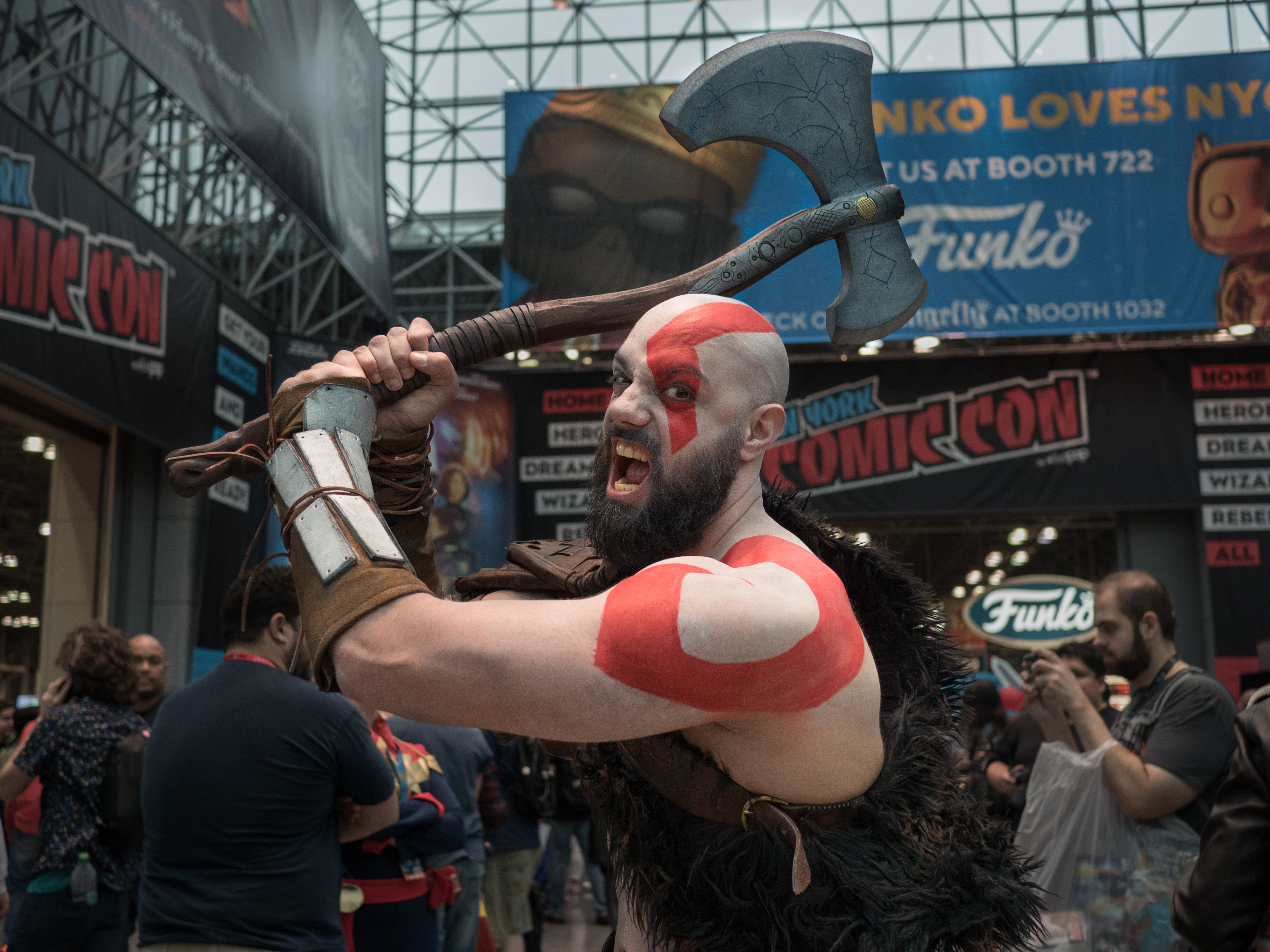
Cosplayer de Kratos en God of War.

Tras descubrirse que el héroe griego no está muerto, en algún momento de su vida tras el asesinato de Zeus, tuvo un hijo y se trasladó al norte. Su esposa está muerta y tiene que llevar sus cenizas al monte más alto fuera del reino donde vive junto a su hijo Atreus, con la ayuda del hacha que posee llamada «Leviatán», el hacha fue hecha para destruir el martillo de Thor (Mjölnir), por dos enanos (Sinðri y Brok), quienes también crearon el martillo. Durante su viaje, Kratos y Atreus forjan una fuerte relación padre-hijo mientras combaten a distintos enemigos (dioses incluidos), aunque también cuentan con la ayuda de varios aliados.

## Recepción
GameSpot declaró que God of War no permitía que el jugador entendiera a Kratos en un principio, pero que sería evidente al final del juego. El personaje era visto como un «antihéroe con el que simpatizas» y «problemático» y descrito como «atrayente» debido a su conducta implacable. IGN también apuntó que Kratos era firme, despiadado y salvaje, apuntando que el mayor móvil del personaje era la venganza y que «todo lo que desea es asesinar». IGN también declaró que, con el tiempo, el jugador comenzará a «querer y detestar a Kratos y odiar a Ares». GameDaily lo incluyó en el top 25 de la lista de antihéroes en videojuegos, exponiendo que les encanta por «cómo despedaza a sus enemigos y lo impresionante que queda haciéndolo».
GamePro declaró que fue la trágica caída de Kratos y su brutal ascensión a la cumbre del Olimpo lo que hizo el original God of War tan memorable.
GameRadar nombró a Kratos como uno de los 25 mejores nuevos personajes de la década, afirmando que mientras parece ser, en principio, un personaje genérico, los jugadores al final aprenden que es tanto una «fuerza imparable de la naturaleza» como un «hombre roto y trágico».
Ben Mattes, productor de Prince of Persia, explicó en una entrevista que considera a Kratos «un personaje "muy guay", pero con dos caras; su personalidad es pura ira, su diálogo es pura ira, su diseño de personaje es pura ira, es bastante simple». Jeremy Norm Scott, creador de la tira cómica Hsu and Chan, que aparece en la revista de videojuegos Electronic Gaming Monthly, hizo comentarios similares y afirmó que Kratos «no era nada del otro mundo» y «que no existía, excepto como avatar para el jugador».

### Mercancía
National Entertainment Collectibles Association ha lanzado dos series de figuras de acción basadas en God of War II. El primer lote incluía dos versiones de Kratos (en la primera portando las Espadas de Atenea y en la segunda el Vellocino de Oro y una cabeza de Gorgona). En esta entrega se incluía una variación de doce pulgadas que reproducía seis frases diferentes del juego. También se puso en venta un segundo conjunto de dos figuras, en el que Kratos lleva la armadura de Ares, dios de la guerra.
Del mismo modo, ha aparecido en una serie de figuras de acción basada en God of War III, puestas en venta por DC Unlimited.
El 29 de enero de 2010, se anunció que desde el 1 de febrero de 2010, hasta el 31 de marzo de 2010, 7-Eleven vendería una edición limitada de la bebida Slurpee llamada Kratos Fury (granizado de lima con moras) disponible en uno de los cuatro vasos exclusivos de Slurpee de God of War III. Los vasos también incluían códigos que podían ser usados en la página web de Slurpee para descargar contenido exclusivo de God of War y Slurpee.
Kratos ha aparecido como un personaje jugable en otros seis juegos de PlayStation fuera de la serie God of War. Estos son: Hot Shots Golf: Out of Bounds (con el «Club of Chaos»), LittleBigPlanet (que también incluía monstruos como Medusa y Minotauro y nuevos niveles), Soulcalibur: Broken Destiny, ModNation Racers (con el «Kart of Chaos»), Mortal Kombat (videojuego de 2011, en la versión para PlayStation 3) y PlayStation All-Stars Battle Royale (videojuego de 2012, lanzado para PlayStation 3 y PlayStation Vita). El personaje también apareció en un cartel publicitario en The Simpsons Game anunciando un restaurante de sopa, en una parodia de God of War titulada: God of Wharf.

## Otras apariciones

### En videojuegos
Tras la popularidad del personaje también ha aparecido en otros juegos aparte de su saga en la cual participa en Soul Calibur: Broken Destiny, en el juego Mortal Kombat, en el cruce de videojuegos PlayStation All-Stars Battle Royale y en Everybody's Golf World Tour participan como personaje jugable. También aparece en el videojuego Shovel Knight como jefe oculto para las versiones de consolas de Sony y aparece como skin en Fortnite. Por último, en la nueva entrega Ghost of Tsushima: Directors Cut, al llegar a un santuario en la isla Iki, el usuario debe resolver un acertijo, que tras resolverlo desencadenará una pequeña narrativa y se obtendrá un conjunto de Kratos.

### Película
En 2005 se anunció una adaptación para el cine del primer God of War. El creador David Jaffe confirmó que David Self había escrito un guion completo, que sería enviado a un director de renombre no especificado. Jaffe también confirmó que Universal Studios está detrás del making off de la película de God of War, pero que ignoraba su estado actual, y finalmente afirmó que «está en duda que la película incluso llegue a hacerse». Por otra parte se afirmó que Universal Studios empezaría a filmar a comienzos de 2013 y que los guionistas serían los mismos que escribieron Saw (Patrick Melton y Marcus Dunstan, guionistas).

### Series
- Tiene un pequeño cameo en el capítulo  Playtime de la serie de Amazon  Secret Level
- Amazon está creando una serie de  God of War inspirandose en la versión nordica [34]

### Novela
Matthew Stover y Robert E. Vaderman han escrito una novela de la primera aventura de Kratos (God of War) que fue publicada el 25 de mayo de 2010 por Del Rey.